# Husasău de Tinca
Husasău de Tinca (maďarsky Biharhosszúaszó) je rumunská obec v župě Bihor. Žije zde přibližně 2 400 obyvatel. Obec se skládá z pěti vesnic.

## Části obce
- Husasău de Tinca – 843 obyvatel
- Fonău – 236 obyvatel
- Miersig – 395 obyvatel
- Oșand – 606 obyvatel
- Sititelec – 349 obyvatel